# Магомедов, Магомедкамиль Магомедрасулович
Магомедкамиль Магомедрасулович Магомедов (22 апреля 1987; с. Хаджалмахи, Левашинский район, Дагестанская АССР, РСФСР, СССР) — белорусский борец вольного стиля.

## Биография
В 2009 году в составе сборной Беларуси принимал участие на чемпионате Европы. На проходящем чемпионате Беларуси 2010 года в Могилёве, стал чемпионом страны, обыграв в финале Ризвана Гаджиева. В 2010 году также принимал участие на чемпионате и Кубке мира. Стал бронзовым призёром чемпионата мира среди военнослужащих в Лахти. По состоянии на декабрь 2019 года Росфинмониторингом Магомедкамиль Магомедов внесен в перечень физических лиц, в отношении которых имеются сведения об их причастности к экстремистской деятельности или терроризму. Он был объявлен в международный розыск, обвиняемого по делу в совершении преступления, предусмотренного частью 2 статьи 208 Уголовного кодекса Российской Федерации: организация незаконного вооруженного формирования или участие в нем, а равно участие в вооруженном конфликте или военных действиях в целях, противоречащих интересам Российской Федерации.

## Спортивные результаты
- Чемпионат Европы по борьбе 2009 — 13;
- Чемпионат Беларуси по вольной борьбе 2010 — ;
- Кубок мира по борьбе 2010 — 14;
- Чемпионат мира среди военнослужащих 2010 — ;
- Чемпионат мира по борьбе 2010 — 21;